# Superstructure (construction)
Pour les articles homonymes, voir Superstructure.

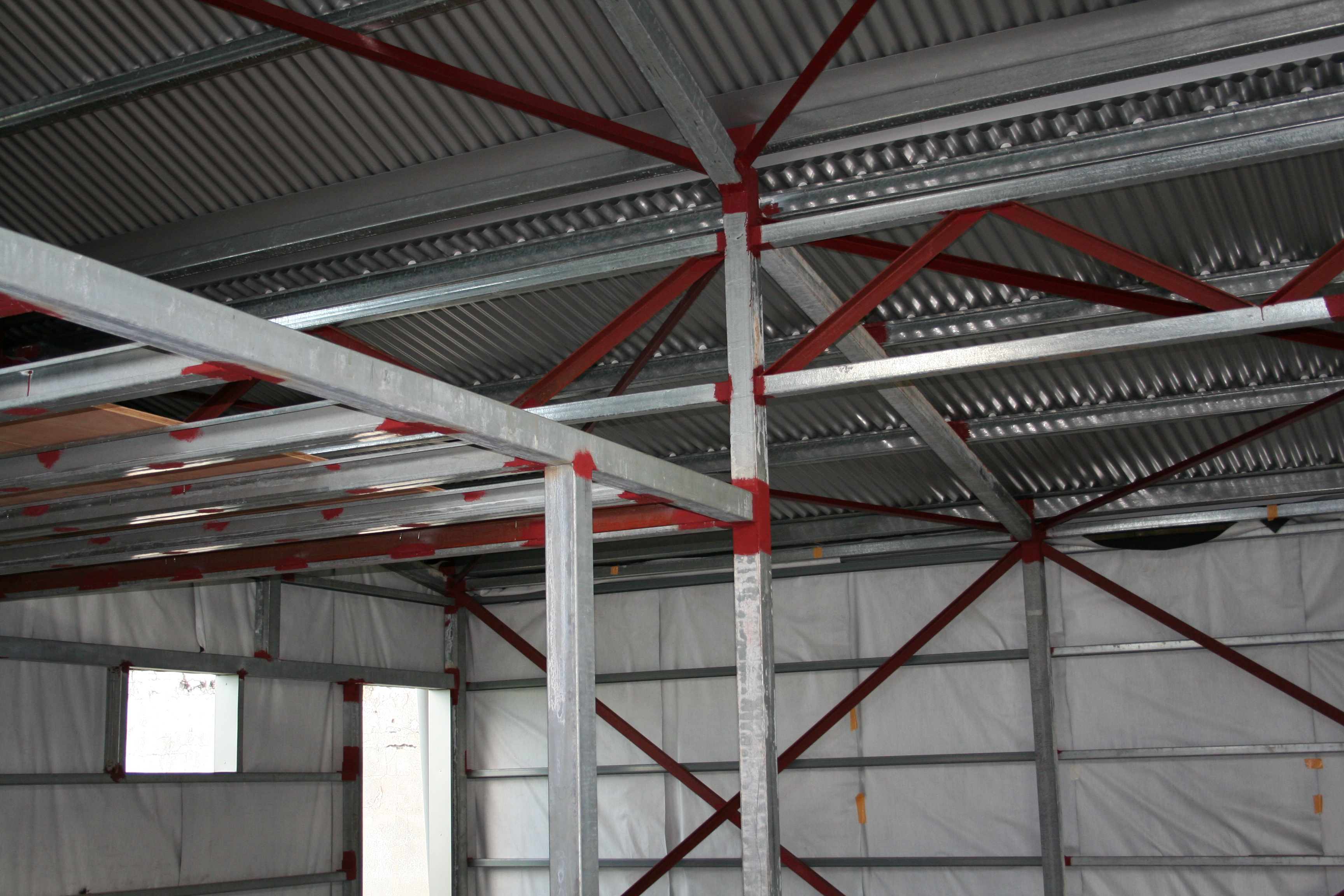
L'intérieur d'une maison en construction dont l'essentiel de la superstructure est métallique.

Dans le monde de la construction, la superstructure d'un bâtiment regroupe l'ensemble des organes situés au-dessus de terre et composant l'ouvrage, c'est-à-dire les poteaux, les voiles, les poutres, les consoles ou encore les planchers.
Partie aérienne d'une construction, comme les niveaux supérieurs d'un immeuble allant du rez-de-chaussée aux étages (partie qui est donc située au-dessus de l'infrastructure, laquelle concerne la partie enterrée porteuse de la structure supérieure et composée d’ouvrages ou d’équipements, les fondations d’un immeuble, ainsi que les éventuels niveaux de sous-sol, parkings et  caves).